# Coupe intercontinentale 1993
Pour la Coupe internationale des nations 1993 entre l'Argentine et le Danemark, voir Trophée Artemio-Franchi.
La Coupe intercontinentale 1993 est la 32e édition de la Coupe intercontinentale. Le match oppose le club Italien de l'AC Milan, finaliste de la Ligue des champions de l'UEFA 1992-1993 aux Brésiliens du São Paulo Futebol Clube, vainqueur de la Copa Libertadores 1993. L'Olympique de Marseille, champion d'Europe 1993, ne participe pas à cette compétition car le club français est sous le coup d'une suspension à la suite de l'affaire de corruption VA-OM. C'est la cinquième participation du Milan AC dans cette compétition ainsi que la seconde apparition du São Paulo FC.
Le match se déroule au Stade national de Tōkyō au Japon devant 52 275 spectateurs, et est dirigé par l'arbitre français Joël Quiniou. Le São Paulo FC l'emporte sur le score de trois buts à deux et remporte sa deuxième Coupe intercontinentale consécutive. Le Brésilien Toninho Cerezo est élu homme du match.
En 2017, le Conseil de la FIFA a reconnu avec document officiel (de jure) tous les champions de la Coupe intercontinentale avec le titre officiel de clubs de football champions du monde, c'est-à-dire avec le titre de champions du monde FIFA, initialement attribué uniquement aux gagnants de la Coupe du monde des clubs FIFA.

## Feuille de match
Les règles du match sont les suivantes : la durée de la rencontre est de 90 minutes. S'il y a toujours match nul, une prolongation de deux fois quinze minutes et jouée. S'il y a toujours égalité au terme de cette prolongation, une séance de tirs au but est réalisée. Trois remplacements sont autorisés pour chaque équipe.
| 12 décembre 1993 | AC Milan                | 2 - 3   | São Paulo FC                           | Stade national de Tōkyō                       |                                               |
| 12h00 (UTC+9)    | Massaro 48e · Papin 81e | (0 - 1) | 19e Palhinha · 59e Cerezo · 86e Müller | Spectateurs : 52 275 Arbitrage : Joël Quiniou | Spectateurs : 52 275 Arbitrage : Joël Quiniou |
| 12h00 (UTC+9)    | Rapport                 |         |                                        | Spectateurs : 52 275 Arbitrage : Joël Quiniou | Spectateurs : 52 275 Arbitrage : Joël Quiniou |

| AC Milan | São Paulo FC |

| AC MILAN :    |    |                             |
|               |    |                             |
| GK            | 1  | Sebastiano Rossi            |
| RB            | 2  | Christian Panucci           |
| DF            | 6  | Franco Baresi               |
| DF            | 4  | Alessandro Costacurta       |
| LB            | 3  | Paolo Maldini               |
| DMF           | 8  | Marcel Desailly             |
| DMF           | 5  | Demetrio Albertini 79e      |
| MF            | 10 | Roberto Donadoni            |
| MF            |    | Daniele Massaro             |
| FW            | 9  | Jean-Pierre Papin           |
| FW            |    | Florin Răducioiu 79e        |
| Remplaçants : |    |                             |
| DMF           |    | Alessandro Orlando (en) 79e |
| DF            |    | Mauro Tassotti 79e          |
| Entraîneur :  |    |                             |
| Fabio Capello |    |                             |

| SÃO PAULO FC : |    |              |
|                |    |              |
| GK             | 1  | Zetti        |
| RB             | 2  | Cafu         |
| DF             | 4  | Ronaldão     |
| DF             | 3  | Válber (en)  |
| LB             | 6  | André        |
| DMF            | 5  | Dinho (it)   |
| DMF            | 8  | Doriva       |
| MF             | 11 | Cerezo       |
| MF             | 10 | Leonardo     |
| FW             | 9  | Palhinha 64e |
| FW             | 7  | Müller       |
| Remplaçants :  |    |              |
| FW             | 15 | Juninho 64e  |
| Entraîneur :   |    |              |
| Telê Santana   |    |              |

Homme du match :

Toninho Cerezo (São Paulo)